# Róbert Tibenský
Róbert Tibenský (16. srpna 1960, Bratislava – 29. května 2015, Bratislava) byl slovenský šachový mezinárodní mistr. Nejlepší ELO dosáhl v roce 2002, bylo to 2 467.
Tibenský hrál třikrát na šachové olympiádě, za ČSSR v Manile 1992, za Slovensko v Moskvě 1994 a v Jerevanu 1996. Tibenský byl nejúspěšnější hráč mistrovství Slovenska, vyhrál je šestkrát, z toho třikrát za sebou. Pracoval úspěšně jako trenér, jeho nejznámějším svěřencům byl Ján Markoš.